# 무르시아-산하비에르 공항

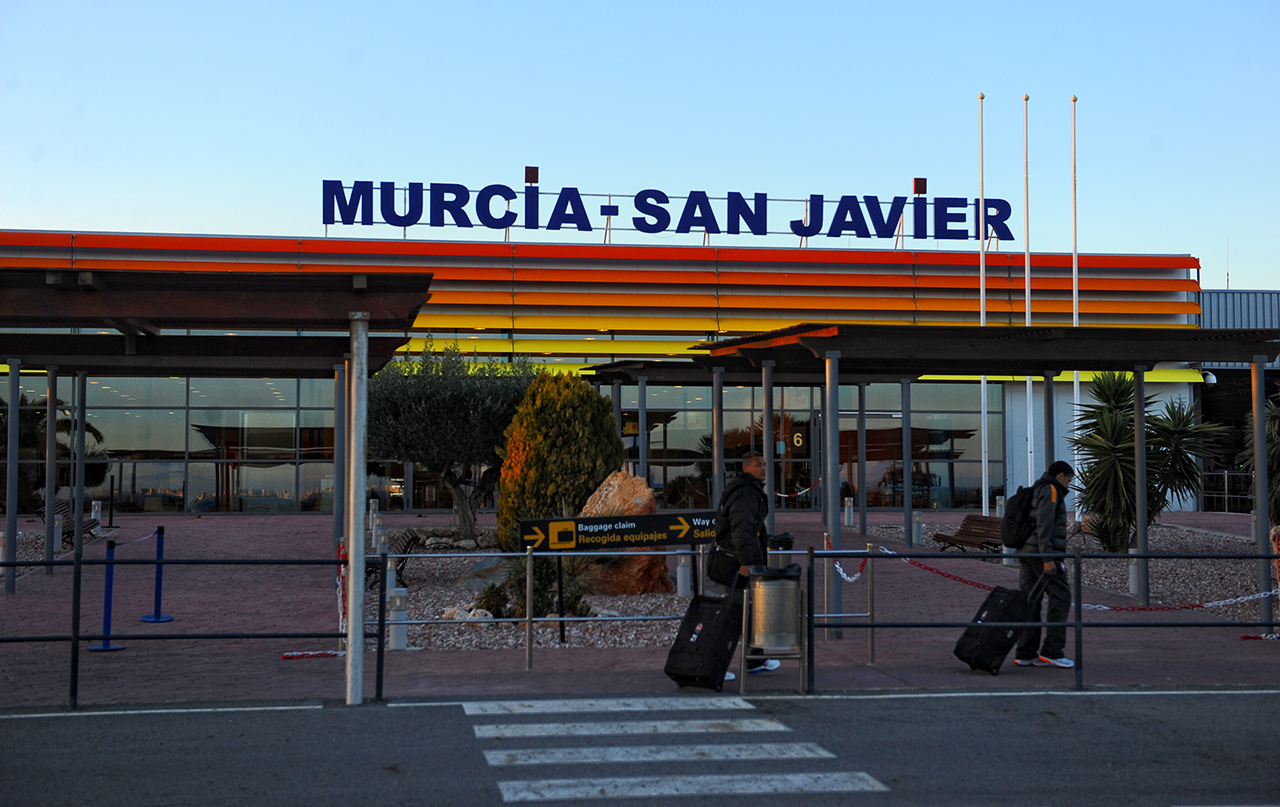

무르시아-산하비에르 공항(Murcia–San Javier Airport, IATA: MJV, ICAO: LELC)은 스페인 무르시아에서 남동쪽으로 42킬로미터 떨어진 산하비에르에 위치한 군용비행장이자 과거의 민간공항이다. 스페인 공군이 소유하고 있다. 2019년 1월 15일 개항한 레히온 데 무르시아 국제공항(Región de Murcia International Airport)이 대체하였다.